# Whangara Island (Cliff Island)
Whangara Island (Cliff Island) ist eine Insel an der Westküste von Great Barrier Island im Norden von Neuseeland. Administrativ zählt die Insel zur Region von Auckland.

## Geographie
Whangara Island befindet sich an der Westküste von Great Barrier Island, rund 1,7 km westnordwestlich des Eingangs zum Whangaparapara Harbour und rund 450 m von der Küste von Great Barrier Island entfernt. Die Insel besitzt eine Flächenausdehnung von rund 5,7 Hektar, bei einer Länge von rund 460 m in Nordwest-Südost-Richtung und einer maximalen Breite von rund 220 m in Südwest-Nordost-Richtung. Die Höhe der Insel beträgt etwas über 60 m.
Die Insel ist zum Teil felsig und etwas mehr als die Hälfte mit Bäumen und Buschwerk bewachsen.